# 小行星8280
小行星8280（英語：8280 Petergruber）是一颗围绕太阳公转的小行星。1991年8月7日，亨利·E·霍爾特在帕洛马山发现了此天体。
这颗小行星的绝对星等为253.99320等。